# Cillian Murphy
Cillian Murphy (* 25. května 1976, Cork, Irsko) je irský herec. Mezi jeho první významné filmové role patří role v hororu 28 dní poté (2002), temné komedii Intermission (2003), thrilleru Noční let (2005), válečném dramatu Zvedá se vítr (2006) a sci-fi thrilleru Sunshine (2007). Ztvárnil také roli trans ženy v komediálním dramatu Snídaně na Plutu (2005), za níž obdržel nominaci na Zlatý glóbus.
Murphy začal v roce 2005 spolupracovat s režisérem Christopherem Nolanem, kdy ztvárnil Dr. Jonathana Cranea / Scarecrowa v trilogii Temný rytíř (2005–2012), dále se objevil ve filmech Počátek (2010) a Dunkerk (2017). Známým se stal díky roli Tommyho Shelbyho v kriminálním seriálu Gangy z Birminghamu (2013–2022). Ztvárnil také hlavní roli v hororovém sequelu Tiché místo: Část II (2020). V roce 2023 ztvárnil titulní roli Roberta Oppenheimera v Nolanově životopisném filmu Oppenheimer, za níž získal Zlatý glóbus a cenu BAFTA.
V roce 2011 získal cenu Irish Times Theatre Award pro nejlepšího herce a cenu Drama Desk za vynikající sólový výkon za hru Misterman. V roce 2020 jej deník The Irish Times jmenoval 12. nejlepším irským filmovým hercem.

## Filmografie

### Film
| Rok           | Název                     | Role                           | Poznámky            |
| ------------- | ------------------------- | ------------------------------ | ------------------- |
| 1997          | Quando                    | Pat                            | krátkometrážní film |
| 1998          | Sweety Barrett            | Pat the Barman                 |                     |
| 1999          | Eviction                  | Brendan McBride                | krátkometrážní film |
| 1999          | Sunburn                   | Davin McDerby                  |                     |
| 1999          | At Death's Door           | Grim Reaper, Jr.               | krátkometrážní film |
| 1999          | Zákop                     | Rag Rookwood                   |                     |
| 2000          | Filleann an Feall         | Ger                            | krátkometrážní film |
| 2000          | A Man of Few Words        | svědek na svatbě               | krátkometrážní film |
| 2001          | Klub sebevrahů            | Jonathan Breech                |                     |
| 2001          | Jak se Harry stal stromem | Gus                            |                     |
| 2001          | Disco Pigs                | Darren / Prase                 |                     |
| 2001          | Watchmen                  | Phil                           | krátkometrážní film |
| 2002          | 28 dní poté               | Jim                            |                     |
| 2003          | Intermission              | John                           |                     |
| 2003          | Dívka s perlou            | Pieter                         |                     |
| 2003          | Návrat do Cold Mountain   | Bardolph                       |                     |
| 2003          | Zonad                     | Guy Hendrickson                | krátkometrážní film |
| 2005          | Batman začíná             | Dr. Jonathan Crane / Scarecrow |                     |
| 2005          | Noční let                 | Jackson Rippner                |                     |
| 2005          | Snídaně na Plutu          | Patrick "Kitten" Braden        |                     |
| 2006          | The Silent City           |                                | krátkometrážní film |
| 2006          | Zvedá se vítr             | Damien O'Donovan               |                     |
| 2007          | Sunshine                  | Robert Capa                    |                     |
| 2007          | Špioni a biják            | Neil                           |                     |
| 2008          | Temný rytíř               | Dr. Jonathan Crane / Scarecrow | cameo               |
| 2008          | Na hraně lásky            | William Killick                |                     |
| 2008          | Waveriders                | Vypravěč                       | dokument            |
| 2009          | Irská odplata             | Michael McCrea                 |                     |
| 2009          | The Water                 | syn                            | krátkometrážní film |
| 2010          | Městečko Peacock          | John / Emma Skillpa            |                     |
| 2010          | Hippie Hippie Shake       | Richard Neville                | nevydaný film       |
| 2010          | Počátek                   | Robert Fischer                 |                     |
| 2010          | Tron: Legacy 3D           | Edward Dillinger, Jr.          | cameo               |
| 2011          | Retreat                   | Martin                         |                     |
| 2011          | Vyměřený čas              | Raymond Leon                   |                     |
| 2012          | Červená světla            | Tom Buckley                    |                     |
| 2012          | Rozbitý svět              | Mike Kiernan                   |                     |
| 2012          | Temný rytíř povstal       | Dr. Jonathan Crane / Scarecrow | cameo               |
| 2013          | Harriet and the Matches   | Kocour (hlas)                  | krátkometrážní film |
| 2014          | Aloft                     | Ivan                           |                     |
| 2014          | Transcendence             | Agent Donald Buchanan          |                     |
| 2014          | From the Mountain         | Vypravěč                       | krátkometrážní film |
| 2015          | V srdci moře              | Matthew Joy                    |                     |
| 2016          | Anthropoid                | Jozef Gabčík                   |                     |
| 2016          | Křížová palba             | Chris                          |                     |
| 2017          | Večírek                   | Tom                            |                     |
| 2017          | Dunkerk                   | voják                          |                     |
| 2018          | Doba nevěrná              | Jim                            |                     |
| 2018          | The Overcoat              | Akaky (hlas)                   | krátkometrážní film |
| 2019          | Anna                      | Lenny Miller                   |                     |
| 2020          | Tiché místo: Část II      | Emmett                         |                     |
| 2021          | All of This Unreal Time   | Man                            | krátkometrážní film |
| 2023          | Oppenheimer               | J. Robert Oppenheimer          |                     |
| bude oznámeno | Kensuke's Kingdom         | Otec (hlas)                    |                     |

### Televize
| Rok       | Název                          | Role            | Poznámky                        |
| --------- | ------------------------------ | --------------- | ------------------------------- |
| 2001      | The Way We Live Now            | Paul Montague   | 4 díly                          |
| 2013–2022 | Gangy z Birminghamu            | Thomas Shelby   | 36 dílů, také výkonný producent |
| 2015      | Atlantský oceán                | Vypravěč (hlas) | 3 díly                          |
| 2019      | The Irish Revolution           | Vypravěč (hlas) | 3 díly                          |
| 2020      | Fight for First: Excel Esports | Vypravěč (hlas) | 3 díly                          |

### Hudební videa
| Rok  | Název skladby              | Umělec                | Poznámky     |
| ---- | -------------------------- | --------------------- | ------------ |
| 2009 | The Water                  | Feist                 |              |
| 2011 | Winter Beats               | I Break Horses        |              |
| 2013 | Hold Me Forever            | Money                 | jako režisér |
| 2015 | The Clock                  | Paul Hartnoll         |              |
| 2016 | Stages                     | The Frank and Walters |              |
| 2017 | The Ways                   | Allred and Broderick  |              |
| 2017 | The Meetings Of The Waters | Fionn Regan           |              |
| 2022 | Pana-vision                | The Smile             |              |

### Divadlo
| Rok       | Název                                   | Role          | Poznámky                                                                        |
| --------- | --------------------------------------- | ------------- | ------------------------------------------------------------------------------- |
| 1996–1998 | Disco Pigs                              | Darren/ Prase | světové turné                                                                   |
| 1998      | Mnoho povyku pro nic                    | Claudio       | Kilkenny Castle                                                                 |
| 1999      | The Country Boy                         | Curly         | Town Hall Theatre                                                               |
| 1999      | Juno a páv                              | Johnny Boyle  | Gaiety Theatre, Dublin                                                          |
| 2002      | Sexuální rekonstrukce                   | Adam          | Gate Theatre                                                                    |
| 2003      | Racek                                   | Konstantine   | Mezinárodní festival v Edinburghu                                               |
| 2004      | The Playboy of the Western World        | Christy Mahon | Town Hall Theatre                                                               |
| 2006      | Love Song                               | Beane         | Ambassadors Theatre, Londýn                                                     |
| 2010      | From Galway to Broadway and back again. | Christy Mahon | Town Hall Theatre                                                               |
| 2011–2012 | Misterman                               | Thomas Magill | Galway Arts Festival, Národní divadlo Londýn, St. Ann's Warehouse               |
| 2014      | Ballyturk                               | Číslo 1       | Galway Arts Festival, Olympia Theatre, Cork Opera House, Národní divadlo Londýn |
| 2018–2019 | Grief is the Thing with Feathers        | Vrána / Otec  | Black Box Theatre, O’Reilly Theatre, Barbican Centre, St. Ann's Warehouse       |